# Радован Кошутић
Радован Кошутић (Рума, 20. фебруар 1866 — Опово, 9. април 1949) је био српски слависта и универзитетски професор.

## Биографија
Гимназијско школовање започео је у Сремским Карловцима, а завршио у Новом Саду (1885). Потом уписује студије словенских језика и књижевности на Филозофском факултету у Бечу, а наставио их је у Прагу, Кракову, Лавову и Петрограду. Дипломирао је у Бечу 1890. године.
Од јесени 1890. поново је у Петрограду, где ће остати с кратким прекидима више од три године. Године 1893. провео је осам месеци на студијама у Паризу. Затим прелази у Београд, где је објавио своје прве научне радове (о француској књижевности).
Катедру источних и западних словенских језика и књижевности на Београдском универзитету држао је 45 година. У јануару 1895. постављен је за „привременог учитеља” (у рангу лектора) Велике школе за руски, чешки и пољски језик и књижевност. За сталног доцента Београдског универзитета за језике и књижевности Источних и Западних Словена постављен је 1905. године. За ванредног професора је изабран 1919, а за редовног професора 1922. године.
Стално је одржавао везе са Русијом, и скоро сваке године бар на краће време је одлазио у ту земљу. Тамо га затиче и Први светски рат. За време Октобарске револуције налазио се у Петрограду. Пошто је из штампе изашла његова Фонетика руског језика (1919) враћа се у отаџбину.
Пензионисан је 1936, али је предавао руски језик на Филозофском факултету као хонорарни редовни професор до јуна 1941. када га је Комесарска управа разрешила дужности. Други светски рат провео је у Београду, а након ослобођења преселио се у Опово. Био је дугогодишњи наставник и управник Словенског семинара на Београдском универзитету.
Аутор је више уџбеника и приручника: Граматика пољског језика (1898), Граматика руског језика II. Облици (1914), монографија Граматика руског језика. Гласови. А. Општи део. Књижевни изговор (1919), Примери књижевног језика пољског (1901), Примери књижевног језика руског 1—3 (1910, 1911, 1920). Објавио је и неколико збирки поезије.
Изабран је за почасног доктора филозофије на Јагелонском универзитету у Кракову (1900), дописног члана Академије наука СССР (1928) и дописног члана Словенског института у Прагу (1929).
У част Радована Кошутића Славистичко друштво Србије је 2014. установило признање за изузетан научни допринос српској славистици у областима којима се бавио професор Кошутић.
Са супругом Милом имао је сина Владету.
Сахрањен је на Новом гробљу у Београду.

## Избор из библиографије
- Писма из Петрограда, Београд 1895;
- Нова писма из Петрограда, Београд 1896;
- Иде млади мај, Београд 1923;
- Песник и смрт, Београд 1927;
- Сан мале Виде, Београд 1927;
- Земља бола, Београд 1929;
- Туга, Београд 1930;
- Гором и пољем, Београд 1931;
- Христос и жена, Београд 1933;
- Клесар, Београд 1933;
- Гране прекрхане, Београд 1934;
- Док прода жито, Београд 1934; Гозба, Београд 1935;
- Поток и бреза, Београд 1936
- Песма о Аргатару и шеви, Београд 1938;
- Опало лишће, Београд 1941;
- О тонској метрици и новој српској поезији, Београд 1941.

## Галерија
- Граматика пољскога језика (1898)
- Примери књижевнога језика руског II Напомене (1911)
- Примери књижевног језика руског III Речник (1926)